# Cordite
Cordite é uma família de explosivos sem fumaça feita pela combinação de dois eficientes explosivos: nitrocelulose e nitroglicerina, isto é, um propelente de base dupla. Entretanto, na Cordite N, um propelente de base tripla é usado. A cordite é classificada como explosivo, mas é normalmente usada como um propelente para armas e foguetes.
A cordite foi desenvolvida pela Grã-Bretanha no final do século 19 e vem sendo usada desde Primeira Guerra Mundial  pela Inglaterra, e suas colônias, como um propelente para armas de fogo, artilharia e armas navais. Seu uso se intensificou nos anos iniciais da Segunda Grande Guerra, como foguetes de combustível sólido de 2 e 3 polegadas para lançamento de armas antiaérea. Pequenos foguetes de cordite também são usados para propelir os assentos ejetáveis da companhia Martin-Baker .

## História recente da pólvora sem fumaça

### Poudre B
Em 1886, o cientista francês Paul Vielle inventou a primeira pólvora sem fumaça, chamada de Poudre B (Poudre Blanche = pólvora branca). Ela era feita de da mistura de nitrocelulose (colódio e algodão-pólvora)  macerado como etanol e éter  e misturados juntos, isto é um propelente de base-simples. Três vezes mais poderosos do que a pólvora negra e relativamente livre de vasta quantidades de fumaça, a Poudre B foi um grande desenvolvimento na pólvora negra (ou Poudre Noire = pólvora negra).
A razão para que o Poudre B tenha menos fumaça é que os produtos da combustão são principalmente gasosos, comparados a cerca de 60% de produtos sólidos para a pólvora negra (por exemplo, carbonato de potássio, sulfato de potássio, etc). Ela foi imediatamente adotada pelos militares Franceses, mas ela tende a se tornar instável com o passar do tempo e isto levava a muitos acidentes; por exemplo os navios de guerra, o Jena e o Liberté, naufragaram no Porto de Toulon em 1907 e 1911 respectivamente.

### Alfred Nobel e a Balistite
Em 1887, Alfred Nobel inventou e patenteou um propelente sem fumaça, ele a batizou de Ballistite, a qual era composta de 10% de cânfora, 45% de nitroglicerina e 45 % de nitrocelulose, isto é, um propelente de base-dupla. Sua patente especificava que a nitrocelulose deveria ser de um tipo de solubilidade bem conhecida. Com o tempo, a cânfora tendia a evaporar, levando o explosivo a se tornar instável.

### Disputa de patentes entre Nobel e Abel
Nobel processou Abel e Dewar em relação a quebra de patente, eventualmente chegando a Casa dos Lordes em 1895, mas veio a perder porque as palavras de tipo de solubilidade bem conhecida em sua patente levava a indicar o colódio solúvel e por conseguinte especificamente excluía o algodão-pólvora insolúvel.

## Formulações

### Abel e a Cordite (Mk I)
Um comitê governamental do Reino Unido, conhecido como o "Explosives Committee", dirigido por Sir Frederick Abel, monitorava desenvolvimentos estrangeiros em explosivos, e obteve amostras de Poudre B e Ballistite.  Abel and Sir James Dewar, que também participava do comitê, patentearam conjuntamente em 1889 um novo propelente, constituído de 58% de nitroglicerina em peso, 37% de algodão-pólvora  e 5% de vaselina em 1889. Usando acetona como um solvente, a mistura era extrusada como um espaguete na forma de varinhas chamadas de cord powder ou "the Committee's modification of Ballistite",  mas sendo rapidamente abreviado para "Cordite".  Foi rapidamente descoberto que sua razão de combustão poderia se alterar pela variação da sua área de superfície. Estreitos bastões eram usados em pequenas armas e proporcionava uma queima relativamente rápida,  enquanto bastões maiores queimavam mais lentamente e foram usados em grandes calibres tais como aqueles usados em artilharia.
Isto agora é obsoleto, por causar excessiva erosão no cano da arma; outras formulações de Cordite foram produzidas e a formulação original de Abel/Dewar tornou-se conhecida como Cordite Mark I, Cordite Mk I.

### Cordite MD
Cordite, Ballistite e Poudre B continuaram a ser usados em diferentes forças armadas por muitos anos, mas a Cordite gradualmente tornou-se predominante. Um problema era que as primeiras versões de cordite rapidamente erodia os canos das armas. Para combater isto, a Inglaterra mudou a composição para 6 % de algodão-pólvora e 30% de nitroglicerina (mantendo 5% de vaselina) em suas versões logo após o fim da Segunda Guerra Bôer. Esta era conhecida como Cordite MD (= MoDificada). Cordite MD está também obsoleta.

### Cordite RDB e Cordite SC
Durante a Primeira Guerra Mundial a acetona estava em falta na Inglaterra e então uma nova forma experimental foi desenvolvida pelo . Esta foi a Cordite RDB (= Research (pesquisa) Department (Departamento) formula B); 42% nitroglicerina e 6% vaselina. Ela era produzido pela HM Factory, Gretna; e Royal Navy Cordite Factory, Holton Heath. Esta formulação tendia também a se tornar instável se guardada por longo tempo. Com o crescimento da produção da acetona pelo uso da fermentação, ( veja Chaim Weizmann), a forma antiga da Cordite, Cordite MD, foi re-introduzida para uso na marinha Real.
Pesquisas na direção de uma Cordite RDB livre de solvente continuo inicialmente com a adição de estabilizantes, o qual levou ao tipo comumente usado na Segunda Guerra Mundial, e daí por diante. Na Grã-Bretanha esta  conhecida como Cordite SC (= Solventless (sem solvente) Cordite). A Cordite SC foi produzida em diferentes formas e tamanhos, tal que uma geometria particular da Cordite SC era indicada pelo uso de letras e/ou números depois do SC. Por exemplo, o SC seguido por um número era em forma de cordão, com o número representado o seu diâmetro, em milésimos de polegada. SC T seguida por dois conjuntos de números era propelente tubular, com os números representado os dois diâmetros, em milésimos de polegada.

### Propelente de base-tripla e Cordite N
Um importante desenvolvimento ocorrido durante a Segunda Guerra Mundial foi a adição de outro explosivo, nitroguanidina, para a mistura formar um propelente de base-tripla, ou Cordite N.  Isto resolveu dois problemas que ocorriam em grandes canhões navais daqueles dias. A nitroguanidina produzia grandes quantidades de nitrogênio quando aquecida, o qual beneficiava na redução do flash de disparo, o que levava a uma grande redução da temperatura de queima, reduzindo a erosão do cano do canhão.